# Escudo de armas de Pensilvania

Escudo de armas de Pensilvania

El Escudo de Armas de Pensilvania es un emblema oficial del Estado, junto con la bandera y el sello del Estado, y fue adoptado en 1778. El escudo de armas de Pensilvania dispone de un escudo crestado por un águila calva americana, flanqueado por dos caballos, y adornado con los símbolos de los puntos fuertes de Pensilvania - un barco que transportaba el comercio estatal a todas las partes del mundo; un arado de arcilla roja (un símbolo de los ricos recursos naturales de Pensilvania); y tres gavillas de trigo dorado, representando los fértiles campos y la riqueza del pensamiento y la acción humana de Pensilvania. Una rama de olivo y una caña de maíz aparecen debajo de la cruz - símbolos de paz y prosperidad. El lema estatal "Virtue, Liberty and Independendence" ("Virtud, Libertad e Independencia") aparece adornado debajo del escudo.

## Uso
Además de ser utilizado por sí mismo, el escudo de armas se utiliza en muchos sellos gubernamentales del Estado, así como la bandera del Gobernador.

Bandera del Gobernador de Pensilvania
Sello del Gobernador de Pensilvania
Sello de la Secretaría de la Mancomunidad
Sello del Auditor General de Pensilvania
Sello del Inspector General de Pensilvania
Sello de la Corte Suprema de Pensilvania
Sello de la Corte Superior de Pensilvania
Sello de la Corte de Disciplina Judicial de Pensilvania
Sello del Departamento de Bienestar Público de Pensilvania

## Versiones anteriores

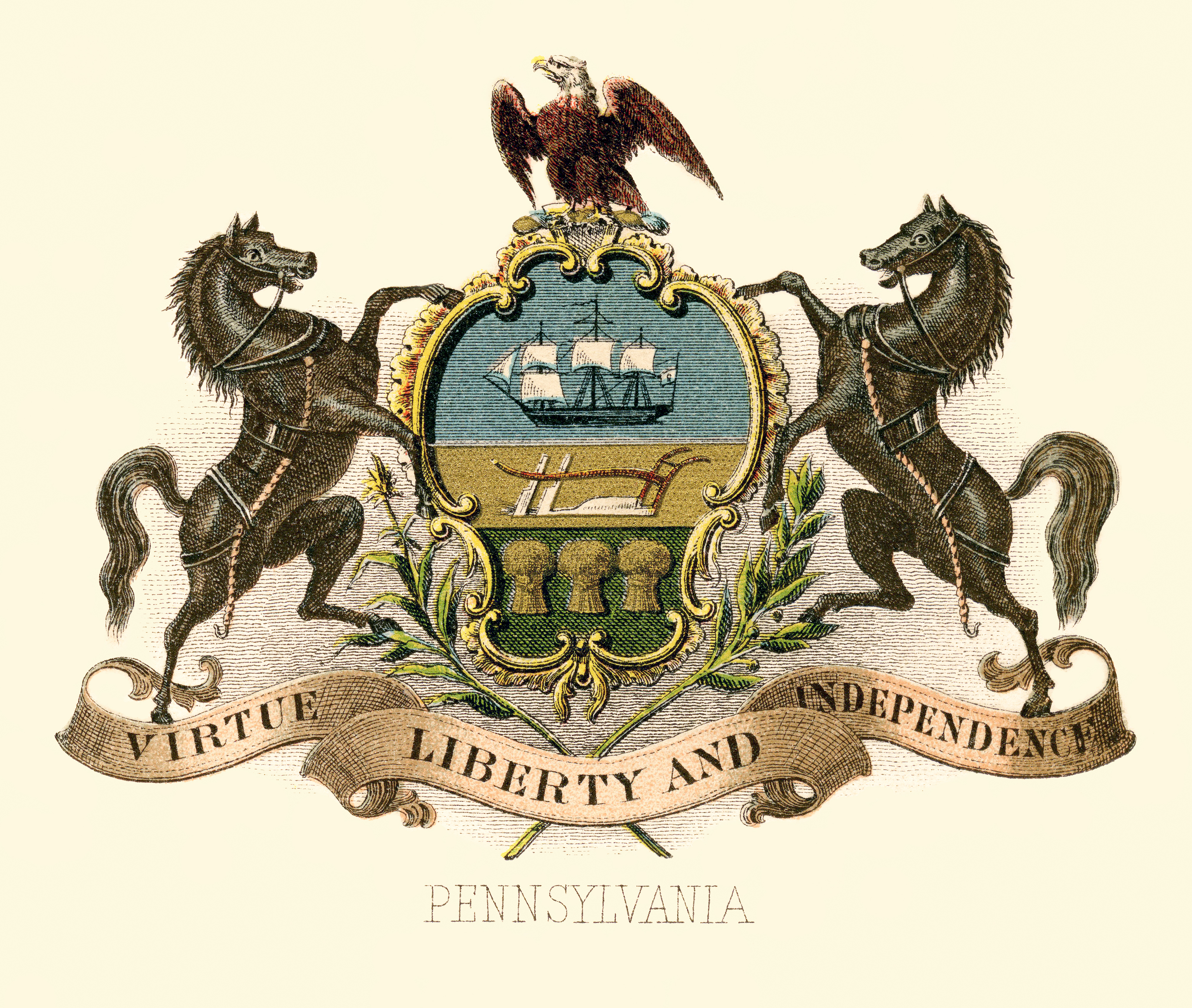
Escudo de armas del estado de Pensilvania (ilustrado, 1876)
El escudo de armas se utiliza a menudo en la forma de un "sello"
El escudo de armas tal como aparece en el anverso del Gran Sello.

- Datos: Q3702043